# Горњи Мацељ
Горњи Мацељ је насељено место у саставу општине Ђурманец у Крапинско-загорској жупанији, Хрватска. До територијалне реорганизације у Хрватској налазио се у саставу старе општине Крапина.

## Становништво
На попису становништва 2011. године, Горњи Мацељ је имао 204 становника.

## Попис1991.
На попису становништва 1991. године, насељено место Горњи Мацељ је имало 307 становника, следећег националног састава:
| Попис 1991.‍  | Попис 1991.‍  | Попис 1991.‍ | Попис 1991.‍ | Попис 1991.‍ |
| ------------ | ------------ | ----------- | ----------- | ----------- |
|              |              |             |             |             |
| Хрвати       | Хрвати       |             | 296         | 96,41%      |
| Словенци     | Словенци     |             | 6           | 1,95%       |
| Словаци      | Словаци      |             | 1           | 0,32%       |
| Срби         | Срби         |             | 1           | 0,32%       |
| неопредељени | неопредељени |             | 3           | 0,97%       |
| укупно: 307  |              |             |             |             |